# Nazionale femminile di hockey su prato del Ghana
La nazionale di hockey su prato femminile del Ghana è la squadra femminile di hockey su prato rappresentativa del Ghana ed è posta sotto la giurisdizione della Ghana Hockey Association.

## Partecipazioni

### Mondiali
- 1972-2006 – non partecipa

### Olimpiadi
- 1980-2008 - non partecipa

### Champions Trophy
- 1987-2009 - non partecipa

### Coppa d'Africa
- 2009 - 2º posto